# Ripacandida
Ripacandida é uma comuna italiana da região da Basilicata, província de Potenza, com cerca de 1.767 habitantes. Estende-se por uma área de 33 km², tendo uma densidade populacional de 54 hab/km². Faz fronteira com Atella, Barile, Filiano, Forenza, Ginestra, Rionero in Vulture.

## Demografia
| Variação demográfica do município entre 1861 e 2011                               |
|                                                                                   |
| Fonte: Istituto Nazionale di Statistica (ISTAT) - Elaboração gráfica da Wikipedia |